# Élections législatives de 1988 dans la Côte-d'Or
Les élections législatives françaises de 1988  se déroulent les 5 et 12 juin 1988. Dans le département de la Côte-d'Or, cinq députés sont à élire dans le cadre de cinq circonscriptions.

## Élus
| Circonscription | Député sortant        | Parti                 | Parti                 | Député élu ou réélu            | Parti | Parti    |
| --------------- | --------------------- | --------------------- | --------------------- | ------------------------------ | ----- | -------- |
| 1re             | Scrutin proportionnel | Scrutin proportionnel | Scrutin proportionnel | Robert Poujade                 |       | RPR      |
| 2e              | Scrutin proportionnel | Scrutin proportionnel | Scrutin proportionnel | Louis de Froissard de Broissia |       | RPR      |
| 3e              | Scrutin proportionnel | Scrutin proportionnel | Scrutin proportionnel | Roland Carraz                  |       | PS       |
| 4e              | Scrutin proportionnel | Scrutin proportionnel | Scrutin proportionnel | Gilbert Mathieu                |       | UDF (PR) |
| 5e              | Scrutin proportionnel | Scrutin proportionnel | Scrutin proportionnel | François Patriat               |       | PS       |

## Positionnement des partis
L'UDF et le RPR se présentent unis sous l'étiquette « Union du Rassemblement et du Centre » tandis que les candidats du Parti socialiste se rangent sous la bannière de la « Majorité présidentielle pour la France unie », slogan de la campagne présidentielle de François Mitterrand.

## Résultats

### Résultats à l'échelle du département
| Parti          | Parti                               | Premier tour | Premier tour | Second tour | Second tour | Sièges |
| Parti          | Parti                               | Voix         | %            | Voix        | %           | Sièges |
| -------------- | ----------------------------------- | ------------ | ------------ | ----------- | ----------- | ------ |
|                | Rassemblement pour la République    | 49 735       | 24,80        | 44 178      | 31,68       | 2      |
|                | Union pour la démocratie française  | 37 564       | 18,73        | 27 116      | 19,45       | 1      |
|                | Union du Rassemblement et du Centre | 87 299       | 43,54        | 71 294      | 51,13       | 3      |
|                |                                     |              |              |             |             |        |
|                | Parti socialiste                    | 64 958       | 32,40        | 45 277      | 32,47       | 2      |
|                | Mouvement des radicaux de gauche    | 17 338       | 8,65         | 22 869      | 16,40       | 0      |
|                | La France unie                      | 82 296       | 41,04        | 68 146      | 48,87       | 2      |
|                |                                     |              |              |             |             |        |
|                | Front national                      | 17 098       | 8,53         |             |             | 0      |
|                | Parti communiste français           | 12 984       | 6,48         | 0           |             |        |
|                | Extrême gauche                      | 829          | 0,41         | 0           |             |        |
|                |                                     |              |              |             |             |        |
| Inscrits       | Inscrits                            | 313 084      | 100,00       | 197 676     | 100,00      | 5      |
| Abstentions    | Abstentions                         | 109 346      | 34,93        | 55 733      | 28,19       |        |
| Votants        | Votants                             | 203 738      | 65,07        | 141 943     | 71,81       |        |
| Blancs et nuls | Blancs et nuls                      | 3 232        | 1,59         | 2 503       | 1,76        |        |
| Exprimés       | Exprimés                            | 200 506      | 98,41        | 139 440     | 98,24       |        |

### Résultats par circonscription

#### Première circonscription (Dijon-Nord)
|                | Robert Poujade sortant réélu | RPR (URC)      | 19 949 | 51,95  |  |  |  |
|                | François Rebsamen            | PS             | 13 517 | 35,2   |  |  |  |
|                | Pierre-Marie Giroux          | FN             | 3 159  | 8,23   |  |  |  |
|                | Pierre Bertholomey           | PCF            | 1 776  | 4,62   |  |  |  |
|                |                              |                |        |        |  |  |  |
| Inscrits       | Inscrits                     | Inscrits       | 58 785 | 100,00 |  |  |  |
| Abstentions    | Abstentions                  | Abstentions    | 19 840 | 33,75  |  |  |  |
| Votants        | Votants                      | Votants        | 38 945 | 66,25  |  |  |  |
| Blancs et nuls | Blancs et nuls               | Blancs et nuls | 544    | 1,4    |  |  |  |
| Exprimés       | Exprimés                     | Exprimés       | 38 401 | 98,6   |  |  |  |

#### Deuxième circonscription (Dijon - Auxonne)
| Candidat       | Candidat                           | Parti          | Premier tour | Premier tour | Second tour | Second tour |  |
| Candidat       | Candidat                           | Parti          | Voix         | %            | Voix        | %           |  |
| -------------- | ---------------------------------- | -------------- | ------------ | ------------ | ----------- | ----------- |  |
|                | Jean-Baptiste Viallon              | PS             | 12 046       | 34,46        | 18 167      | 48,23       |  |
|                | Louis de Froissard de Broissia élu | RPR (URC)      | 10 730       | 30,69        | 19 504      | 51,77       |  |
|                | Jean-François Court                | UDF (PR) (URC) | 4 957        | 14,18        |             |             |  |
|                | Christian de Crépy                 | FN             | 3 323        | 9,51         |             |             |  |
|                | Alain Bardot                       | PCF            | 2 154        | 6,16         |             |             |  |
|                | Philippe Peretti                   | MRG            | 1 750        | 5,01         |             |             |  |
|                |                                    |                |              |              |             |             |  |
| Inscrits       | Inscrits                           | Inscrits       | 56 015       | 100,00       | 56 013      | 100,00      |  |
| Abstentions    | Abstentions                        | Abstentions    | 20 459       | 36,52        | 17 600      | 31,42       |  |
| Votants        | Votants                            | Votants        | 35 556       | 63,48        | 38 413      | 68,58       |  |
| Blancs et nuls | Blancs et nuls                     | Blancs et nuls | 596          | 1,68         | 742         | 1,93        |  |
| Exprimés       | Exprimés                           | Exprimés       | 34 960       | 98,32        | 37 671      | 98,07       |  |

#### Troisième circonscription (Dijon - Chenôve)
|                | Roland Carraz sortant réélu | PS             | 17 348 | 50,84  |  |  |  |
|                | Bernard Barbier             | UDF (PR) (URC) | 10 758 | 31,53  |  |  |  |
|                | Serge Pirat                 | FN             | 3 398  | 9,96   |  |  |  |
|                | Marcel Yanelli              | PCF            | 1 792  | 5,25   |  |  |  |
|                | Michel Dole                 | Extrême gauche | 829    | 2,43   |  |  |  |
|                |                             |                |        |        |  |  |  |
| Inscrits       | Inscrits                    | Inscrits       | 56 618 | 100,00 |  |  |  |
| Abstentions    | Abstentions                 | Abstentions    | 21 938 | 38,75  |  |  |  |
| Votants        | Votants                     | Votants        | 34 680 | 61,25  |  |  |  |
| Blancs et nuls | Blancs et nuls              | Blancs et nuls | 555    | 1,6    |  |  |  |
| Exprimés       | Exprimés                    | Exprimés       | 34 125 | 98,4   |  |  |  |

#### Quatrième circonscription (Montbard)
| Candidat       | Candidat                      | Parti          | Premier tour | Premier tour | Second tour | Second tour |  |
| Candidat       | Candidat                      | Parti          | Voix         | %            | Voix        | %           |  |
| -------------- | ----------------------------- | -------------- | ------------ | ------------ | ----------- | ----------- |  |
|                | Gilbert Mathieu sortant réélu | UDF (PR) (URC) | 21 849       | 47,56        | 27 116      | 54,25       |  |
|                | Michel Neugnot                | PS             | 15 588       | 33,93        | 22 869      | 45,75       |  |
|                | Jacques Garcia                | PCF            | 4 860        | 10,58        |             |             |  |
|                | Marc Bergerot                 | FN             | 3 640        | 7,92         |             |             |  |
|                |                               |                |              |              |             |             |  |
| Inscrits       | Inscrits                      | Inscrits       | 68 710       | 100,00       | 68 709      | 100,00      |  |
| Abstentions    | Abstentions                   | Abstentions    | 21 991       | 32,01        | 17 805      | 25,91       |  |
| Votants        | Votants                       | Votants        | 46 719       | 67,99        | 50 904      | 74,09       |  |
| Blancs et nuls | Blancs et nuls                | Blancs et nuls | 782          | 1,67         | 919         | 1,81        |  |
| Exprimés       | Exprimés                      | Exprimés       | 45 937       | 98,33        | 49 985      | 98,19       |  |

#### Cinquième circonscription (Beaune)
| Candidat       | Candidat                       | Parti          | Premier tour | Premier tour | Second tour | Second tour |  |
| Candidat       | Candidat                       | Parti          | Voix         | %            | Voix        | %           |  |
| -------------- | ------------------------------ | -------------- | ------------ | ------------ | ----------- | ----------- |  |
|                | François Patriat sortant réélu | PS             | 22 047       | 46,83        | 27 110      | 52,35       |  |
|                | Lucien Jacob sortant           | RPR (URC)      | 19 056       | 40,47        | 24 674      | 47,65       |  |
|                | Marie-Luc Dumont               | FN             | 3 578        | 7,6          |             |             |  |
|                | Tony Amodéo                    | PCF            | 2 402        | 5,1          |             |             |  |
|                |                                |                |              |              |             |             |  |
| Inscrits       | Inscrits                       | Inscrits       | 72 956       | 100,00       | 72 954      | 100,00      |  |
| Abstentions    | Abstentions                    | Abstentions    | 25 118       | 34,43        | 20 328      | 27,86       |  |
| Votants        | Votants                        | Votants        | 47 838       | 65,57        | 52 626      | 72,14       |  |
| Blancs et nuls | Blancs et nuls                 | Blancs et nuls | 755          | 1,58         | 842         | 1,6         |  |
| Exprimés       | Exprimés                       | Exprimés       | 47 083       | 98,42        | 51 784      | 98,4        |  |